# Frédéric Vervisch
Frédéric Vervisch, född den 10 augusti 1986 i Roeselare, är en belgisk racerförare som tävlar för Audi i WTCR och sportvagnsracing.

## Racingkarriär
Vervisch inledde sin racingkarriär i Formula Renault 3.5 Series utan större framgång 2005.
Han flyttade sedan till formel 3 där han lyckades bra under sina två första år då han bland annat vann det asiatiska F3-mästerskapet. Han vann även det tyska F3-mästerskapet 2008.
Han vann Nürburgring 24-timmars 2019.